# David Zelag Goodman
David Zelag Goodman (* 15. Januar 1930 in Manhattan, New York City; † 26. September 2011 in Oakland, Kalifornien) war ein US-amerikanischer Drehbuchautor.

## Leben
Nach dem Schulbesuch absolvierte er ein Studium im Fach Drama am Queens College der City University of New York. 1954 verfasste er das Bühnenwerk High Named Today, das für kurze Zeit an Broadway-Theatern gespielt wurde. Sein Debüt als Autor eines Filmdrehbuchs gab er 1959 mit dem Drehbuch für den Film The Stranglers of Bombay und schuf anschließend die Drehbücher zu fast zwanzig weiteren Filmen und Fernsehserien.
Für das Drehbuch zu Liebhaber und andere Fremde (1970) wurde er zusammen mit Joseph Bologna und Renée Taylor sowohl für den Oscar für das beste adaptierte Drehbuch bei der Oscarverleihung 1971 als auch für den Preis der Writers Guild of America für das beste adaptierte Drehbuch nominiert. Gemeinsam mit Sam Peckinpah verfasste er anschließend das Drehbuch zu dessen Film Wer Gewalt sät (1971).
1975 schrieb er das Drehbuch für Fahr zur Hölle, Liebling von Dick Richards und wurde dafür mit dem Edgar Allan Poe Award für das beste Filmdrehbuch nominiert.

## Filmografie (Auswahl)
Drehbuch
- 1959: Die Würger von Bombay (The Stranglers of Bombay)
- 1970: Monte Walsh
- 1970: Liebhaber und andere Fremde (Lovers and Other Strangers)
- 1971: Wer Gewalt sät (Straw Dogs)
- 1974: Der Mann auf der Schaukel (Man on a Swing)
- 1975: Fahr zur Hölle, Liebling (Farewell, My Lovely)
- 1976: Flucht ins 23. Jahrhundert (Logan’s Run)
- 1977: Marschier oder stirb (March or die)
- 1978: Die Augen der Laura Mars (Eyes of Laura Mars)
- 1982: Herzen in Aufruhr (Man, Woman and Child)
- 1982: Tödliche Abrechnung (Death Vengeance)

Literarische Vorlage
- 2011: Straw Dogs – Wer Gewalt sät (Straw Dogs)